# Centro Europeu de Astronomia Espacial

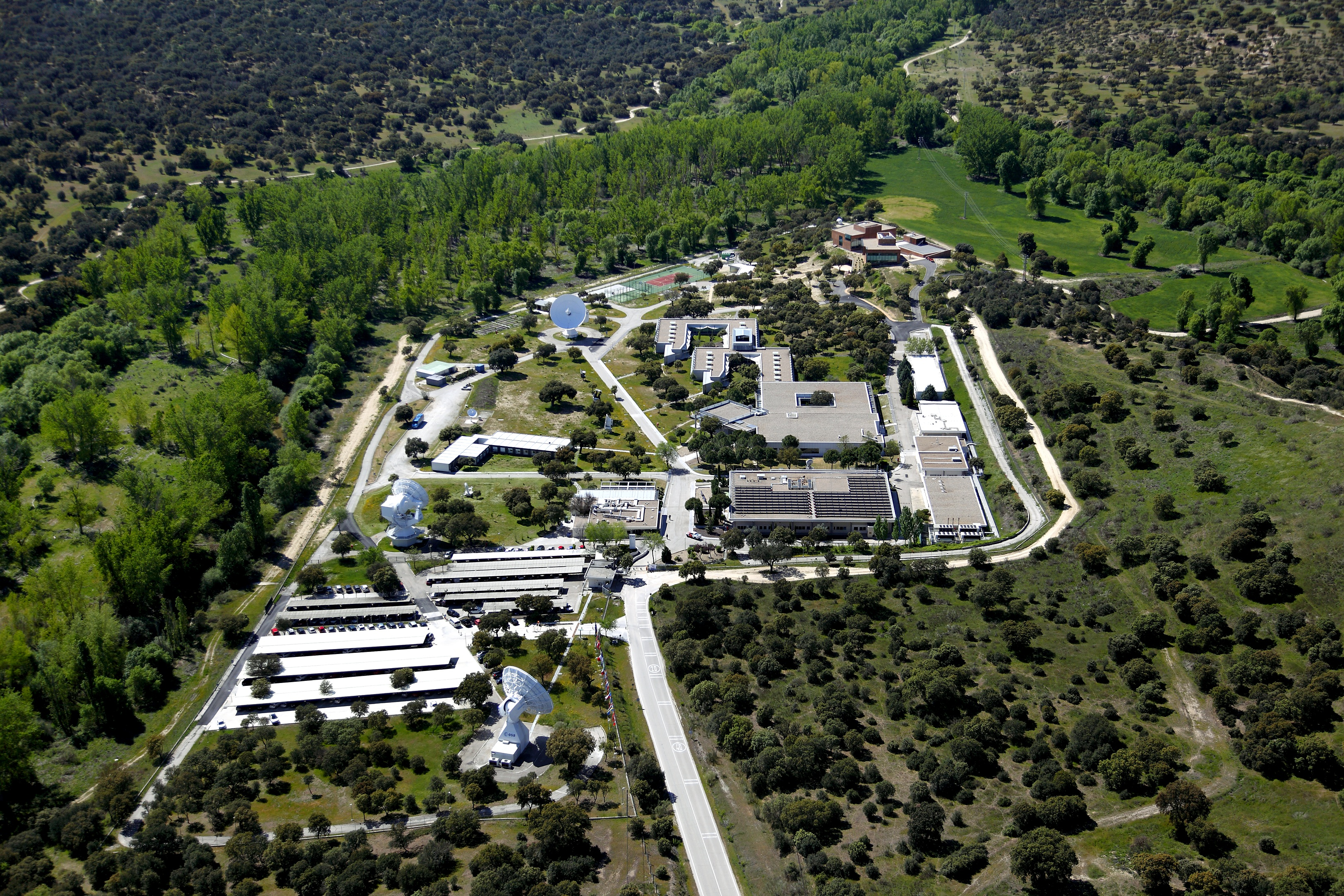
Centro Europeu de Astronomia Espacial na Espanha

Centro Europeu de Astronomia Espacial uma estação de rastreamento da Agência Espacial Europeia - ESA situada em Villafranca del Castillo, no centro da Espanha, próximo a Madrid.
Ela é destinada a manter contacto com satélites científicos, de telecomunicações ou de uso privado. Uma vez que um satélite é lançado, este centro opera e mantém este satélites. Observações sobre a telemetria e operações de telecomandos são as principais ações envolvidas neste centro.
Foi construído em 1975 e faz parte da European Space Operations Centre (ESOC). Este centro já operou a sonda International Ultraviolet Explorer, a sonda Infrared Space Observatory e atualmente opera a sonda X-ray Multi-Mirror.